# Karin Krusche
Karin Krusche (* 10. Dezember 1950 in Hamburg) ist eine deutsche Politikerin (Bündnis 90/Die Grünen) und war Abgeordnete der Bremischen Bürgerschaft.

## Biografie

### Ausbildung und Beruf
Krusche studierte Germanistik und Erziehungswissenschaften und schloss das Studium mit dem Ersten und Zweiten Staatsexamen für das Lehreramt an Grund-, Haupt- und Realschulen ab. Anschließend war sie Grundschullehrerin. Seit ihrer Mitgliedschaft in der Bürgerschaft ruht das Dienstverhältnis nach § 29 Bremisches Abgeordnetengesetz.

### Politik
Krusche war 1995, von 1996 bis 1999 und von 2000 bis 2011 Abgeordnete in der Bremischen Bürgerschaft. 
Sie war in Betriebsausschüssen Gebäude- und TechnikManagement, GeoInformation, Musikschule Bremen, Stadtbibliothek Bremen und Bremer Volkshochschule, in den Ausschüssen Krankenhäuser, Sondervermögen, Infrastruktur der Stadtgemeinde Bremen, Haushalts- und Finanzen und Rechnungsprüfung, sowie in den Deputationen für Kultur und  für Bau und Verkehr vertreten.